# Секст Катий Клементин Присциллиан
Секст Катий Клементин Присциллиан (лат. Sextus Catius Clementinus Priscillianus) — римский государственный деятель первой половины III века.

## Биография
Возможно, его отцом был консул 216 года Публий Катий Сабин или консул-суффект начала III века Катий Лепид. Ребёнком Присциллиан принимал участие в Секулярных играх в 204 году. В 230 году он занимал должность ординарного консула вместе с Луцием Вирием Агриколой. Практически сразу после консульства Клементин был назначен легатом пропретором Верхней Германии, о чём свидетельствует надпись от июля 231 года. Между 235 и 238 годом он находился на посту легата пропретора Каппадокии.